# Conto de Verão
Conte d'été (br / pt: Conto de Verão) é um filme francês de 1996, é um filme de comédia-drama-romance francês de 1996, escrito e dirigido por Éric Rohmer. 
É o terceiro filme de sua série Contes des quatre saisons (Contos das Quatro Estações), que também inclui Conto da Primavera (1990), Conto de Outono (1998) e Conto de Inverno (1992). Um Conto de Verão é estrelado por Amanda Langlet, Melvil Poupaud, Aurélia Nolin e Gwenaëlle Simon. 
O enredo é vagamente baseado nas experiências de Rohmer como um jovem estudante de cinema e seus vários relacionamentos. O filme foi exibido na seção Un Certain Regard no Festival de Cinema de Cannes de 1996.

## Enredo
Um jovem, Gaspard, que foi para Dinard (uma cidade à beira-mar na Bretanha) espera conhecer a garota por quem pensa estar apaixonado, Lena. Pouco depois de sua chegada, ele entra em contato com Margot, que trabalha como empregada na creperia de sua tia. Ele passa muito tempo com ela e discute o que sente por Lena, mas hesita em dizer a verdade sobre seu relacionamento. A razão é que ele mesmo não tem certeza. Embora ele insista que ama Lena, surgem dúvidas.

## Elenco
- Melvin Poupaud.... Gaspard
- Amanda Langlet.... Margot
- Gwenaëlle Simon.... Solene
- Aurelia Nolin.... Lena
- Alain Guellaff.... tio Alain
- Evelyne Lahana.... tia Maiwen
- Franck Cabot.... primo
- Yves Guérin
- Aimé Lefèvre

## Curiosidades
Os filmes de Rohmer são geralmente caracterizados como o chamado cinéma parlant (cinema falado) em seu sentido mais forte, quase literal, devido à sua conhecida ênfase no diálogo, mas aqui - ao contrário de seus outros trabalhos - não há ninguém falando no primeiros 6 a 7 minutos. E a primeira palavra a ser dita é, significativamente, MARGOT.
O nome e o personagem do protagonista do filme, Gaspard (Melvil Poupaud), é uma referência ao título do popular romance francês do século XIX "La Fortune de Gaspard" (1866), escrito pela condessa de Ségur. Conta a história de um homem jovem, ambicioso e inteligente, insatisfeito consigo mesmo até a chegada de sua esposa arranjada, com quem finalmente se torna emocionalmente realizado e aberto ao amor, caridade e alegria de viver. Comtesse de Ségur também publicou uma coleção de contos sob o título "Comédias e Provérbios", que Rohmer usou para sua notável série de seis filmes feitos na década de 1980. 